# Odontopeltis verrucosus
Odontopeltis verrucosus är en mångfotingart som beskrevs av Pocock 1894. Odontopeltis verrucosus ingår i släktet Odontopeltis och familjen Chelodesmidae. Inga underarter finns listade i Catalogue of Life.